# 물질
물질(物質)의 고전적 정의는 물체를 이루는 존재이다. 이에 따라 물질은 질량과 부피를 갖는 존재로 정의되기도 한다. 그러나, 양자역학의 도입으로 물질에 대한 이러한 개념은 수정되어야 했다. 양자역학의 발견결과는 "질량을 갖는다"거나 "공간을 차지한다"는 것이 물질을 정의하는 명료한 개념이 될 수 없다는 것을 보여주었다. 양자역학을 연구하는 물리학자들은 질량과 부피가 물질 고유의 속성이 아니라 "기본 단위"의 상호 작용에 의해 변화되는 것이라는 점을 발견하였다. 이를 물질의 상관 이론이라 한다.
물질에 대한 개념은 기본 단위와 이것의 상호 작용을 발견하면서 재정의되어 왔다. 18세기 초 아이작 뉴턴은 물질을 "내부가 채워져 있고, 질량을 가지며, 단단하고, 관통할 수 없으며, 운동하는 입자"로서 "더 이상 나뉠 수 없을 정도로 단단한 것"이라 보았다. 뉴턴은 질량, 부피와 같이 수학적으로 서술할 수 있는 것들을 물질의 일차적 특성으로 보았고 색, 맛과 같은 것들은 부차적 성질로 규정하였다. 19세기에 들어 주기율표와 원자론이 발전하면서 원자가 분자와 화합물을 이루는 기본 입자로 여겨지게 되었다.
19세기 말 조지프 존 톰슨이 전자를 발견하였고, 20세기 초에는 가이거-마즈든 실험을 통해 원자핵이 발견되었다. 입자물리학이 성립되자 원자는 전자, 중성자, 양성자로 구성되어 이들의 상호 작용에 의해 형성되었다는 것이 밝혀졌다. 오늘날에는 양성자와 중성자 역시 최소 단위의 입자가 아니며 이들은 쿼크로 나뉠 수 있다는 사실이 알려져있다. 현대 물리학은 쿼크와 렙톤이 물질을 이루는 기본입자라고 파악하고 있다.
쿼크와 렙톤은 네 종류의 기본 상호작용, 즉 중력, 전자기력, 약한 상호작용, 강한 상호작용에 의한 상호 작용으로 중성자, 양성자, 전자와 같은 여러 가지 입자들을 이룬다. 입자물리학의 표준 모형은 현재 모든 물리학 현상을 설명하는 가장 강력한 이론이다. 그러나, 지난 10년간의 노력에도 불구하고 중력은 양자 수준에서 설명되지 못하고 있다. 중력은 여전히 고전물리학의 범주에서만 설명 가능하다.(양자 중력과 중력을 참고할 것) 쿼크와 렙톤 간의 상호작용은 광자와 같은 힘 전달 입자의 교환으로 이루어진다. 힘 전달 입자는 쿼크와 렙톤의 상호작용에는 관여하나 스스로 물질을 구성하지는 않는다. 또한 힘 전달 입자는 질량과 에너지 중 한 가지만 전달할 수 있다. 광자는 전자기에너지만을 전달하며(플랑크 상수), W 보손은 약한 상호작용 에너지인 질량만을 전달한다. 한편, 광자와 w 보손 모두 물질을 구성하지는 않지만, 원자나 아원자 입자의 전체 질량에는 포함된다.
물질의 상태(또는 상)에는 일반적으로 고체, 액체, 기체가 있다. 이론물리학에서는 , 페르미온 응축과 같은 이론적 상을 다루기도 한다. 기본입자의 측면에서 보면 쿼크-글루온 플라스마와 같은 것 역시 물질의 상 가운데 하나로서 다루어질 수 있다. 물질파라고 한다.

우주론에서는 암흑 물질과 암흑 에너지를 다루기도 한다. 이들은 기존 물리학에서 다루는 물질과는 조금 다른 개념으로 시각적으로 관찰할 수 없는 질량과 에너지를 갖는 존재를 다루기 위한 개념이다.

## 정의

### 일반적 정의
물질에 대한 일반적인 정의는 질량과 부피를 갖는 존재이다. 이러한 정의를 따르면 자동차 등도 무게가 있으며 공간을 차지하므로 하나의 물질로 간주할 수 있다.
사람들은 아주 오래전부터 물질을 관찰하여 왔으나 물질이 왜 공간을 차지하는지에 대한 이론은 최근에야 정립되었다. 파울리 배타 원리에 의하면 같은 양자 상태에 두 개의 동일한 페르미온이 존재할 수 없다. 이에 따라 물질은 중첩되지 않는다. 파울리 배타 원리를 극명하게 보여주는 천체로는 백색왜성과 중성자별 등이 있다.

### 국제도량형사무국
국제도량형총회의 산하기관인 국제도량형사무국은 물질에 대해 "존재의 총합"이란 용어로서 정의하고 있다.
| “ | "존재의 총합"은 특정 표집이 그와 동일한 모든 표집에 대하여 수량적 비례 관계에 있는 요소들로 이루어져 있는 경우로 정의한다. 존재의 총합의 단위는 몰이라하고 mol로 표기한다. 탄소 12의 원자가 1 몰 있을 때의 질량을 0.012 kg, 즉 12 g이라 한다. - 1. 탄소 12의 원자가 1 몰 있을 때의 원자 수량에 해당하는 수량과 같은 수량을 갖는 존재의 총합을 1 mol이라 한다. - 2. 몰로 표기될 수 있는 존재는 원자, 분자, 이온, 전자, 또는 기타 입자이며 열거한 입자들이 결합되어 있는 경우를 포함한다. | ” |

### 원자와 분자
물리학이나 화학에서는 물질을 원자나 분자의 집합체로서 정의한다. 이 정의는 국제도량사무국의 정의에 일부 부합하는 것이긴 하나 몰 단위가 고려되지 않는 다는 점에서 다르다. DNA와 같은 물질은 원자와 분자로 결합되어 있다. 그러나 DNA를 다룰 때에는 몰 단위로서 파악하는 것은 의미가 없다. DNA를 통해 세대에서 세대로 유전되는 형질 등을 연구할 때 중요시 되는 것은 DNA의 염기서열과 같은 것이다. 또한 원자와 분자의 결합으로 물질을 설명하는 것에는 분명한 한계가 있다. 즉, 원자보다 작은 입자인 전자, 양성자, 중성자 등과 이를 이루는 기본입자 등을 다루는 경우와 플라스마, 전해질과 같은 이온 물질에 대해서는 별도의 정의가 필요하다.

### 입자

표준 모형의 기본입자
보라색-쿼크, 녹색-경입자, 적색-보손

양성자, 중성자, 전자가 원자를 이루는 물질이라 정의할 수 있다. 그러나 이러한 입자들 역시 가장 작은 물질의 기본 단위는 아니다. 이들은 다시 쿼크와 경입자과 같은 페르미온으로 분해될 수 있다. 표준 모형에서는 페르미온을 물질의 최소 단위로서 정의한다. 한편, 또다른 기본입자인 보손은 물질을 이루지 않으며 에너지만을 전달한다.
입자에 의한 물질의 정의에 따르면 원자는 경입자의 일종인 전자와 쿼크에 의해 이루어진 바리온인 양성자, 중성자로 이루어진다. 이렇게 이루어진 원자는 다시 분자를 구성한다. 이러한 의미에서 원자와 분자를 물질의 기본단위로 정의할 수 있다. 이러한 정의는 이온과 같이 원자가 아닌 상태의 물질에서도 적용될 수 있다.
한편, 원자가 분해될 수 있다는 사실을 발견한 이래 입자물리학은 더 작은 기본입자를 찾기 위한 실험을 계속해왔다. 가장 처음 발견된 것은 두 종류의 쿼크(위, 아래)와 두 종류의 경입자(전자, 전자 중성미자)로 이를 1세대 입자라 한다. 이후 2세대 입자인 2종류의 쿼크(맵시 쿼크, 기묘 쿼크)와 2종류의 경입자(뮤온, 뮤온 중성미자), 3 세대 입자인 꼭대기 쿼크, 바닥 쿼크, 타우, 타우 중성미자가 발견되었다. 여기서 세대는 발견 시기가 비슷한 입자들을 편의에 따라 묶은 것이다.

## 물질의 분류
물질은 환경에 따라 여러 가지 상을 갖는다. 물질의 상은 온도, 압력, 부피에 따라 변화한다. 물질의 상이 변화하면 이와 관련된 밀도, 비열용량, 굴절률과 같은 물리 화학적 특성역시 변화한다. 물질의 상으로는 고체, 액체, 기체가 널리 알려져 있다. 이 외에도 플라스마, 초유체, 초고체, 보스-아인슈타인 응축과 같은 상이 있다. 이러한 물질의 상은 특성에 따라 유체, 자성체등으로 분류할 수도 있다. 액체, 기체, 플라스마와 같이 흐르는 성질을 갖는 물질의 상을 유체라 하며 상자성이나 강자성을 보이는 상을 자성체라 한다. 플라스마는 유체의 특성과 상자성의 특성을 모두 갖고 있다.
열역학에서는 물질의 상을 물질의 상태로 파악한다. 예를 들어 서로 다른 두 종류의 물질이 온도와 압력의 변화로 고체가 되었을 경우 이 두 물질이 받는 온도와 압력이 모두 다르더라도 둘 다 고체라 할 수 있다.

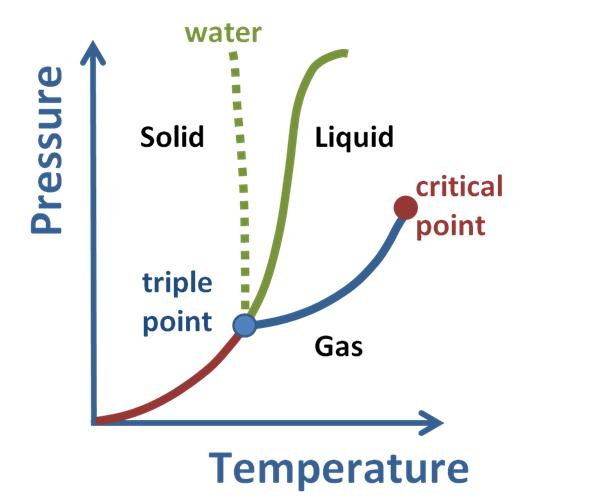
물질의 상평형
가로축-온도 / 세로축-압력
solid:고체
Liquid:액체
Gas:기체
triple point:삼중점
Critical point:임계점
대부분의 물질은 저온 고압일 때 고체가 되며 고유의 삼중점을 갖는다. 임계점 이상의 영역에서 물질은 초유체가 된다.

### 고체
고체는 일정한 모양을 가지고 있어 힘이나 압력의 변화에도 모양이나 부피가 변하지 않고 자체 구조를 유지하는 물질 상태이다. 암석, 금속과 같이 강도가 강한 물질부터 종이와 같이 유연한 것, 유리와 같이 결정이 없는 것 등 여러 종류가 있다. 대표적으로 얼음을 들 수 있다.
고체는 분자 사이의 간격이 매우 조밀하고 아주 규칙적으로 배열되어 있어 일정한 모양과 부피가 있다.

### 액체
액체는 점성을 갖는 유체이다. 일정한 부피를 갖고 있으나 형태를 유지하지는 못한다. 대표적으로 물이 있다.
액체는 고체보다 분자 사이의 간격이 넓고 고체에 비해 분자가 자유롭게 운동하기 때문에 담는 곳에 따른 모양이 다르다(하지만 부피는 일정하다).

### 기체
일정한 응집력이 없는 유체이다. 응집력이 없기 때문에 모양과 부피가 일정하지 않다. 수증기가 대표적이다.
기체의 분자 사이의 간격은 매우 넓고 불규칙하여 일정한 모양과 부피가 없다.

### 보스-아인슈타인 응축
보스-아인슈타인 응축은 보즈가 이론적 토대를 마련하고 아인슈타인이 이를 보완하여 예견한 물질의 상이다. 보손 입자들이 절대 영도에 근접할 때 응축하여 나타난다. 실험실에서의 증명은 1995년 6월 5일 항공물리 공동연구소(JILA)에서 코넬, 와이먼과 동료 연구자들에 의해 이루어졌다. 그들은 2000개 정도의 루비듐87 원자가 포함된 기체를 레이저 냉각(1997년 노벨 물리학상을 받은 기술)과 자기 증발 냉각 기술을 이용해 170nK까지 냉각시켜 보스-아인슈타인 응축의 관찰에 성공하였다. 이로부터 넉달 후 MIT의 볼프강 케테를레가 독립적으로 진행한 연구에서 나트륨23 원자를 냉각시켜 성공하였다. 케텔레의 연구는 100배 더 많은 원자를 이용하여 두 개의 다른 응축 사이에 양자 간섭이 일어나는 것을 관찰하는 등 중요한 성과를 얻었다. 코넬, 와이먼, 케테를레는 이 성과로 2001년 노벨 물리학상을 수상하였다.

### 페르미온 응축
페르미온 응축은 여러 면에서 보스-아인슈타인 응축과 비슷한 물질의 상이다. 그러나, 보스-아인슈타인 응축의 대상인 보손 대신 페르미온이 극 저온에 이르렀을 때 나타나는 현상이다. 초전도와 관련한 전자의 상태를 예측하면서 페르미온 응축이 예견되었으며, 2003년 데보라 S 진이 실험실에서 만들어내었다. 이 실험에서 페르미온 응축을 만들기 위해 도달한 온도는 50-350 nK이다.

### 중성자별의 핵

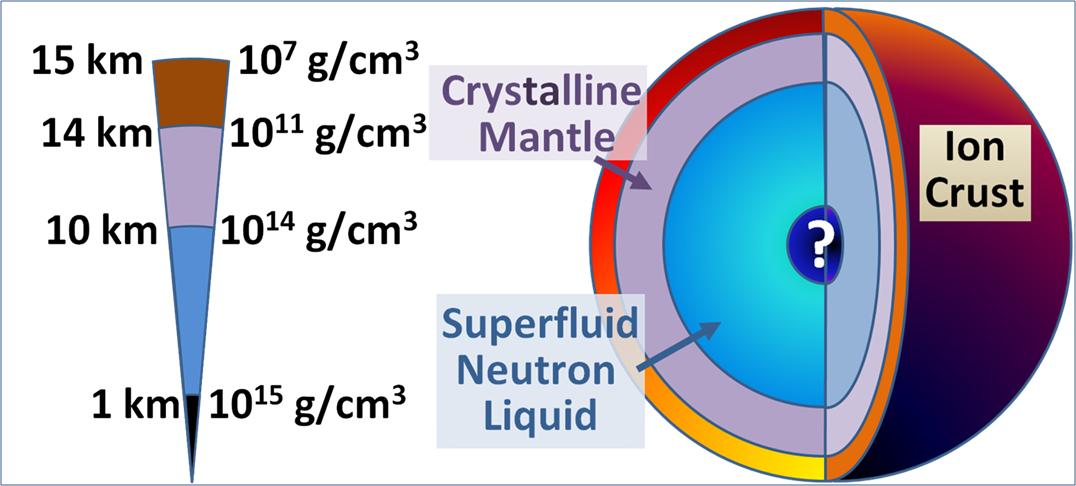
중성자별의 단면 모형(다른 모형도 있다.) 중성자별의 과도한 압력으로 인해 표면에서 10km 아래의 구역에서 초유체 성질을 지닌 액상 중성자가 될 것으로 추정되고 있다.

중성자별은 자체 밀도로 인해 매우 강한 내부 압력을 갖는다. 이 때문에 중성자별의 핵은 기존의 물질의 상과는 다른 상을 띌 것으로 추정된다. 찬드라세카르 한계에 근접한 백색왜성은 태양의 약 1.4배에 달하는 질량을 갖는다. 이보다 더 큰 질량을 갖게 되면 백색왜성은 붕괴되어 중성자별이나 블랙홀, 또는 쿼크별이 된다. 이러한 압력을 받으면 붕괴된 입자가 파울리 배타 원리에 의해 축퇴물질을 형성할 수 있다. 태양의 1.5배에서 3배의 질량을 갖는 중성자별의 경우 양성자와 전자가 충돌하여 중성자가 되는 현상이 발생한다. 중성자 역시 페르미온이므로 이러한 축퇴의 결과 역시 파울리 배타 원리가 유지되는데 이러한 상태에 이른 물질의 상을 중성자 축퇴 물질이라 한다.

### 쿼크-글루온 플라스마
글루온과 하드론이 플라스마 형태로 존재할 수 있다는 이론에 의해 예견된 가상의 물질 상이다. 아직 확인되지는 않았다.

## 기본입자의 구조
입자물리학의 표준 모형에서 물질을 이루는 기본입자는 페르미온이다. 페르미온은 쿼크와 렙톤으로 구분되며 페르미-디랙 통계에 따라 분포한다.

### 쿼크
쿼크는 바리온과 메존을 이루는 기본입자이다. 쿼크의 종류와 물리적 특징은 아래의 표와 같다.
| 이름(영문)    | 기호 | 전하량 | 질량 (MeV)      |
| ------------- | ---- | ------ | --------------- |
| 위(Up)        | u    | +2/3   | 1.5 - 5         |
| 아래(Down)    | d    | -1/3   | 17 - 25         |
| 맵시(Charm)   | c    | +2/3   | 1100 - 1400     |
| 기묘(Strange) | s    | -1/3   | 60 - 170        |
| 꼭대기(Top)   | t    | +2/3   | 165000 - 180000 |
| 바닥(Bottom)  | b    | -1/3   | 4100 - 4400     |

#### 바리온

두개의 업 쿼크와 하나의 다운 쿼크가 양성자를 이루고 있다.

바리온은 강한 상호작용을 하는 양성자, 중성자를 통틀어 부르는 이름이다. 세 개의 쿼크로 이루어져 있다.

#### 축퇴물질
입자물리학에서는 축퇴물질을 페르미온 기체가 절대 영도에 근접할 때 나타나는 바닥상태로 정의한다. 파울리 배타 원리에 의해 페르미온은 같은 양자 상태에서 업 또는 다운 스핀 중 하나만을 취할 수 있다. 이에 따라 절대 영도에서 페르미온은 수용 가능한 모든 상태로 채워진다. 이렇게 페르미온이 보통의 온도에 있을 때 보다 과도하게 쌓이면 페르미 준위는 최대점에 도달하게 되고 일반적인 물질의 상과는 다른 상을 형성하게 된다. 축퇴물질은 백색왜성보다 무거운 중성자별 등에서 존재할 것으로 추정된다. 찬드라세카르 한계를 넘어서는 질량을 갖는 별들은 항성의 진화과정을 거쳐 이러한 단계에 이르게 된다.

#### 이상한 물질
이상한 물질은 쿼크 물질의 특이 상태로 위 쿼크, 아래 쿼크, 기묘 쿼크 가 액체의 상을 이루고 있는 상이다. 중성자별의 핵부분과 쿼크별에 존재할 것으로 추정된다.

### 렙톤
렙톤은 스핀 1/2인, 페르미온이면서 강한 상호작용의 영향을 받지 않는 입자이다. 전자, 뮤온, 타우온과 같은 중성 미자가 렙톤에 해당한다. 렙톤의 종류와 물리 특성은 아래와 같다.
| 하전 입자 / 반입자 | 하전 입자 / 반입자                      | 하전 입자 / 반입자 | 하전 입자 / 반입자 | 중성미자 / 반중성미자               | 중성미자 / 반중성미자                                       | 중성미자 / 반중성미자 | 중성미자 / 반중성미자 |
| 이름               | 기호                                    | 전하               | 질량 (MeV)         | 이름                                | 기호                                                        | 전하                  | 질량 (MeV)            |
| ------------------ | --------------------------------------- | ------------------ | ------------------ | ----------------------------------- | ----------------------------------------------------------- | --------------------- | --------------------- |
| 전자 / 양전자      | {\displaystyle e^{-}\,/\,e^{+}}         | −1 / +1            | 0.511              | 전자 중성미자 / 전자 반중성미자     | {\displaystyle \nu _{e}\,/\,{\overline {\nu }}_{e}}         | 0                     | <0.000003             |
| 뮤온 / 반뮤온      | {\displaystyle \mu ^{-}\,/\,\mu ^{+}}   | −1 / +1            | 105.6              | 뮤온 중성미자 / 뮤온 반중성미자     | {\displaystyle \nu _{\mu }\,/\,{\overline {\nu }}_{\mu }}   | 0                     | <0.19                 |
| 타우온 / 반타우온  | {\displaystyle \tau ^{-}\,/\,\tau ^{+}} | −1 / +1            | 1777               | 타우온 중성미자 / 타우온 반중성미자 | {\displaystyle \nu _{\tau }\,/\,{\overline {\nu }}_{\tau }} | 0                     | <18.2                 |

## 반물질
반물질은 반입자의 개념을 물질로 확대시킨 것이다. 물질이 입자로 이루어져 있듯이 반물질은 반입자로 구성되어 있다.
보통의 물질을 구성하는 소립자(양성자, 중성자, 전자 등)의 반입자(반양성자, 반중성자, 양전자 등)로 구성되는 물질을 말한다. 입자와 반입자가 만나면 상호작용하여 감마선이나 중성미자로 변하기 때문에 존재를 확인하기 어렵다. 실제로 확인한 반물질은 반중성자, 반양성자, 반중양성자 등이 있다.또한 반물질과 물질이 서로 접촉하면 쌍소멸이 일어나고 막대한 양의 에너지가 발생한다.
관측 가능한 우주에서 물질이 반물질보다 많은 까닭은 아직까지 밝혀지지 않고 있다. 이를 CP 위반이라 한다. 약한 상호작용에서는 쿼크의 질량 고유상태와 맛 고유상태가 일치하지 않는 3개 이상의 쿼크가 있다면 지금까지 관측된 CP 위반을 설명할 수 있다. 이를 예견한 고바야시 마코토와 마스카와 도시히데는 2008년 노벨 물리학상을 받게 되었다.

## 기타
천문학에서 암흑 물질은 빛을 비롯한 전자기 복사가 없어 그 자체로는 관측되지 않는 물질을 말한다. 관측 가능한 우주에서 암흑물질은 전체 질량의 23%를 차지하고 있다. 암흑 물질을 이루는 물질로는 액시온과 같은 가상의 입자가 제안되고 있다.

## 같이 보기
- 질량
- 에너지
- 입자물리학